# Nathan-Söderblom-Kirche (Hürth)

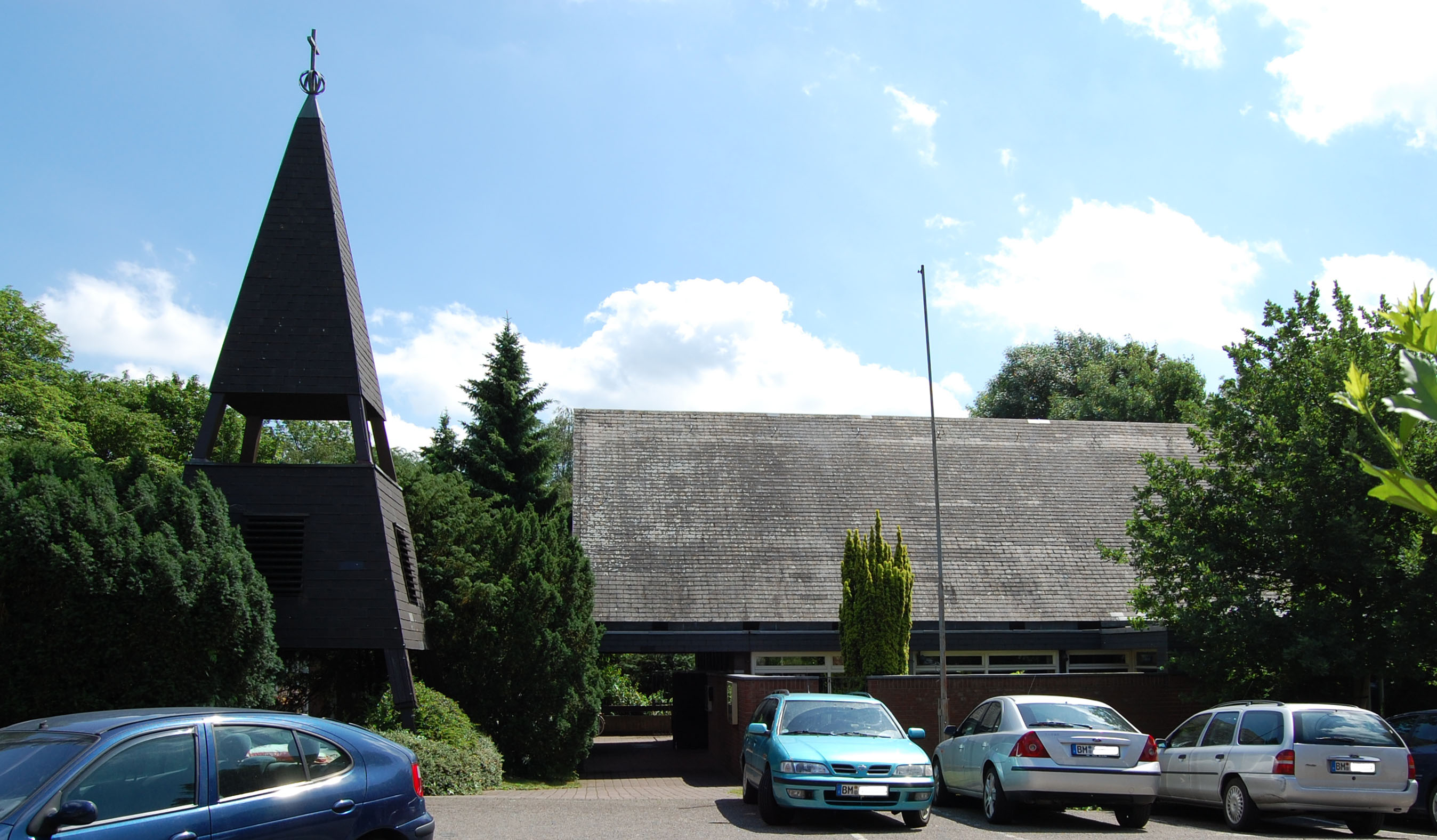
Ehemalige Nathan-Söderblom-Kirche

Die von 1972 bis 1973 gebaute Nathan-Söderblom-Kirche war eine evangelische Kirche im Hürther Stadtteil Kendenich. Sie diente bis zum 15. Juni 2008 der Evangelischen Matthäus-Kirchengemeinde Hürth. Sie wird seit 2011 privatwirtschaftlich genutzt.

## Geschichte
Die ersten Pläne für die Errichtung einer evangelischen Kirche in Kendenich sowie die Gründung eines Kirchbauvereins datieren aus dem Jahr 1966, in dem sich vieles in der Organisationsstruktur der 1957 gegründeten Evangelischen Kirchengemeinde Hürth änderte. So trennte sich am 1. April die Johannes-Kirchengemeinde Hürth-Gleuel mit der Martin-Luther-Kirche in Gleuel ab. Die verbleibenden Gemeindebezirke in Knapsack mit der 1950/1951 erbauten Dankeskirche und Efferen mit der 1953 eingeweihten Friedenskirche nannten sich Evangelische Matthäus-Kirchengemeinde Hürth.
Aufgrund langwieriger Abstimmungsprozesse wurde der Grundstein der Kirche erst am 22. April 1972 gelegt und am 10. Juni 1973 wurden die Arbeiten an Gemeindezentrum und Kirche abgeschlossen. Der Bau entstand nach den Plänen des Architekten Wolfgang Schmidtlein und unter Bauleitung des Architekten Robert Rit. Er wurde in unmittelbarer Nachbarschaft zur katholischen Kirche St. Johann Baptist errichtet, deren Gemeinde für die neue Kirche zur Eröffnung ein kleines Hängekreuz mit aufgelegter Dornenkrone schenkte. Da bereits zu diesem Zeitpunkt die Schließung der Dankeskirche aufgrund der Verlagerung des Ortes Knapsack wegen der Umweltbelastungen durch die benachbarte Industrie und den Rheinischen Braunkohletagebau bekannt war, deren Abriss 1976 erfolgte, wurde der 1955/1956 von Arnold Rickert geschaffene Taufstein mit einem Flachrelief, das den Kampf des Erzengels Michael mit dem Drachen zeigt, in die Kirche in Kendenich gebracht. 1975 wurde die neue Kirchenorgel aus der Kölner Werkstatt Willi Peter eingeweiht und 1976 bekam der Altar einen Satz Paramente des Künstlers Kurt Wolff. Mit dem Abriss der Dankeskirche übernahm die Nathan-Söderblom-Kirche nicht nur die Funktion einer Ergänzung der bestehenden Kirchen, sondern war zugleich Ersatz für diese Kirche. Ergänzt wurden die verbleibenden Kirchen zudem durch die 1978 erbaute Martin-Luther-King-Kirche im neuen Zentrum der Stadt in Hermülheim.
Die 1981 eingebaute Glocke stammte ebenfalls aus der Knapsacker Dankeskirche, sie war am 1. August 1914 (1/2 Stunde vor der deutschen Mobilmachung zum Ersten Weltkrieg) von Franz Peter Schilling in Apolda, Thüringen, für die Kreuzkirche in Wesseling gegossen worden. Um sie aufzuhängen, entwarf Wolfgang Schmidtlein einen separaten Glockenturm in Form eines Glockenstapels vor der Kirche, wie er aus Schweden bekannt ist, der am 27. September 1981 eingeweiht wurde. Mit dieser Weihe erhielt die Kirche auch ihren Namen nach dem schwedischen Erzbischof und Friedensnobelpreisträger Nathan Söderblom.

## Architektur

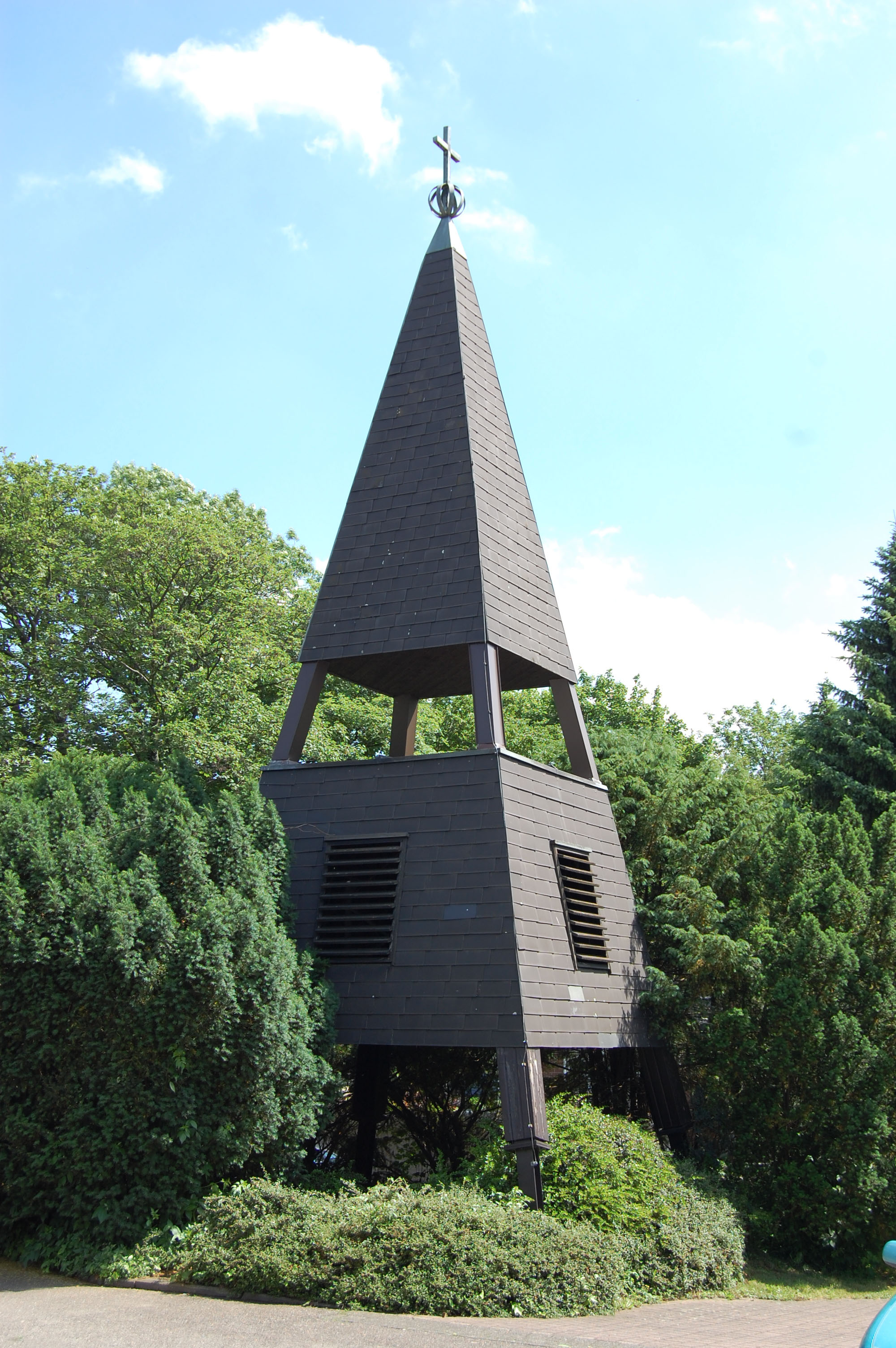
Glockenturm der Nathan-Söderblom-Kirche

Die Kirche wurde als eingeschossige Saalkirche gebaut. Auf dem Ziegelsockel setzt dabei ein sehr steiles Satteldach auf, das an der Ostseite über den Bau hinausgeht und so einen Wetterschutz bildet, der von zwei Holzbalken gestützt wird. Die gesamte Giebelfläche oberhalb des Portals ist verglast. Die Nordseite (rechts) besitzt raumhohe Fenster während die Südseite bis auf eine schmale Lichtfuge unter der Dachtraufe geschlossen ist. Unter dieser gelangte man nach links ins Gemeindezentrum, das zweistöckig in den Hang gebaut ist. Der Gruppenraum kann zum Kirchenraum geöffnet werden. Im Souterrain ist ein Sanitär-Bereich eingerichtet. Der Altarbereich öffnete sich nach rechts nahezu quadratisch und bietet so Raum für die kleine Orgel und den Sängerchor. Er ist durch eine einstufige Estrade abgegrenzt und enthält die aus Ziegeln gemauerte Kanzel und den ebenso gebauten Tischaltar.
Der davon abgerückte hölzernen Glockenturm nahe der Straße dient als Blickfang. Dieser Turm ist in Form einer schwarzen Pyramide auf vier Holzbalken konstruiert und enthielt die Kirchenglocke in einer aufständischen Glockenstube.
Neben der Kirche, auf der anderen Seite der Kirchenwiese steht das zugehörige Pfarrhaus, von dem aus die Kirche auch geheizt wird.

## Gemeindegeschichte
Die Gemeindeglieder in Kendenich und Fischenich gehörten bis zum Bau der Kirche und der Neugliederung zum Gemeindebezirk der 1950/1951 erbauten Dankeskirche in Knapsack an. Diese Kirche stand zwischen Knapsack und Hürth, den Orten, in denen die meisten Evangelischen lebten. In Kendenich und Fischenich lebten verhältnismäßig wenige Gemeindemitglieder. Am 1. April 1966 teilte sich die Johannes-Kirchengemeinde Hürth-Gleuel mit der Martin-Luther-Kirche und dem bisher zu Knapsack gehörenden Berrenrath von der Evangelischen Matthäus-Kirchengemeinde Hürth ab. Nach der Umsiedlung des größten Teils von Knapsack und dem Abriss der Knapsacker Kirche orientierten sich die Alt-Hürther aber eher zum Gemeindebezirk Hürth-Mitte/Hermülheim. Der Gottesdienstbesuch in Kendenich war daher oft gering.
Die Nathan-Söderblom-Kirche in Kendenich wurde am 15. Juni 2008 wegen fehlender Mittel geschlossen. Der dazugehörende Pfarrbezirk ist auf die beiden verbleibenden Bezirke Hermülheim und Efferen aufgeteilt worden. Fischenich, Kendenich und Kalscheuren, das bisher zu Hermülheim gehörte, wurden dabei Efferen zugeschlagen.

## Heutige Nutzung
Das Gebäude wurde zum 1. Januar 2011 verkauft. Danach wurde es umgebaut. Der Seitentrakt wird von der Besitzerin seit 2011 als Wohnhaus genutzt, der ehemalige Kirchenraum dient als Übungsraum des Hürther Tanzstudio Odenthal mit langer Tradition in der Stadt. 
Die Glocke tut seit November 2011 in einem neu errichteten Glockenturm der Kanzler Pfau´schen Stiftung in Bernburg ihren Dienst als Friedensglocke. Die Peter-Orgel erklingt seit Dezember 2010 in der Neuapostolischen Kirche in Markgröningen. Auch der Name soll nicht ganz untergehen: Der Andachtsraum im Hans-Conzen-Haus der Johanniter an der Luxemburger Straße/Bonnstraße in Hermülheim wird nach dem für die Ökumenische Bewegung bedeutsamen Bischof benannt.

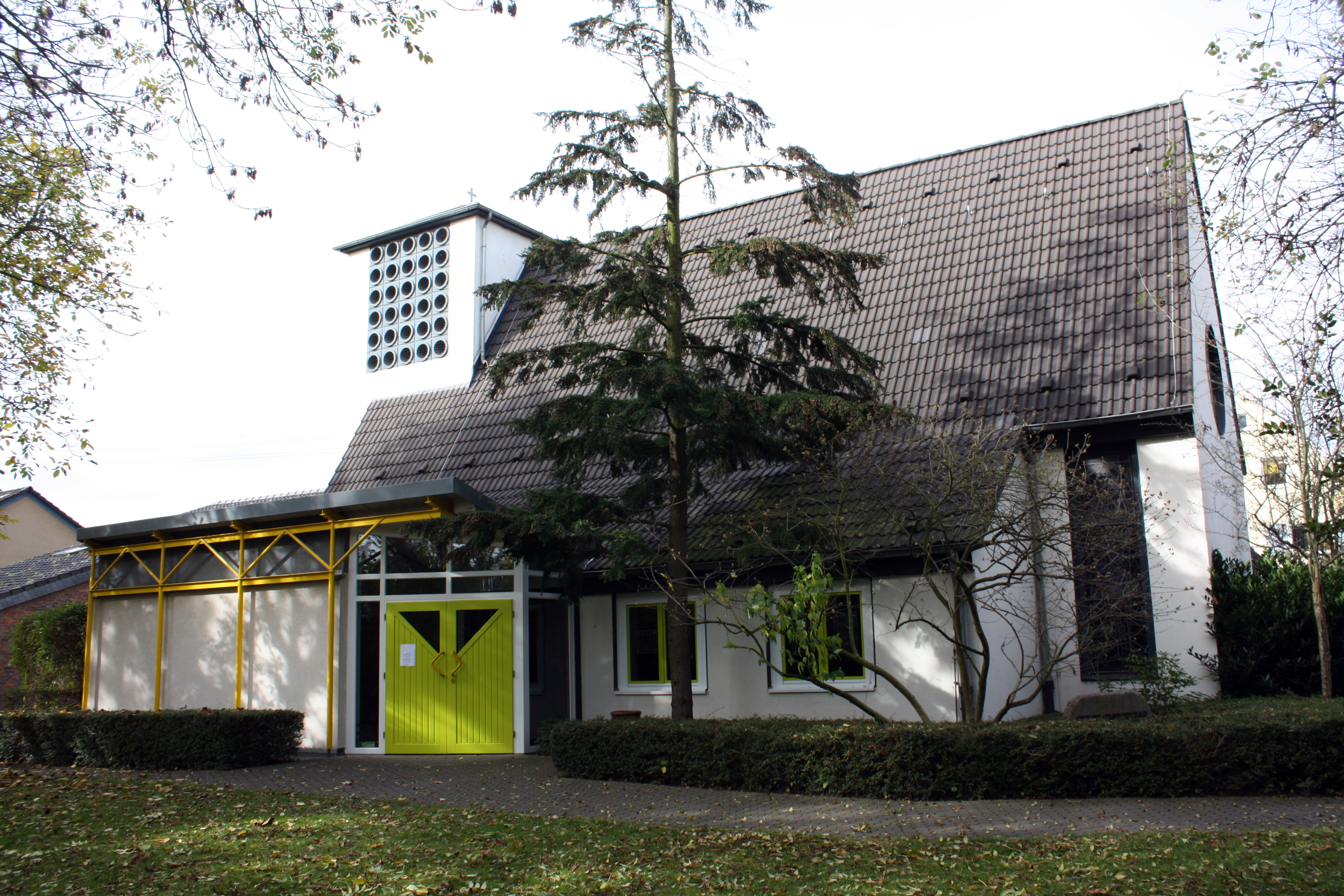
Friedenskirche, Efferen
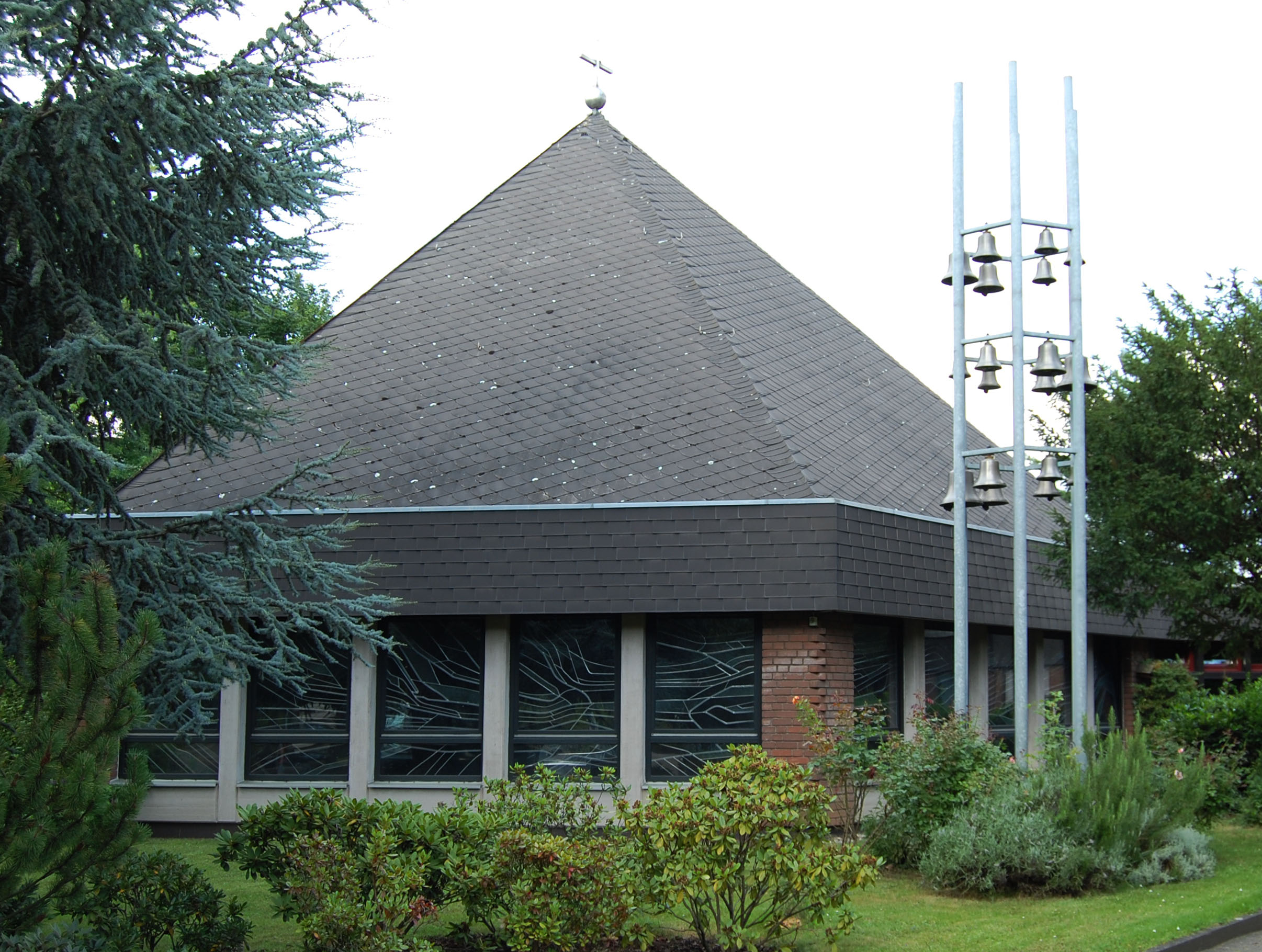
Martin-Luther-King-Kirche Hermülheim
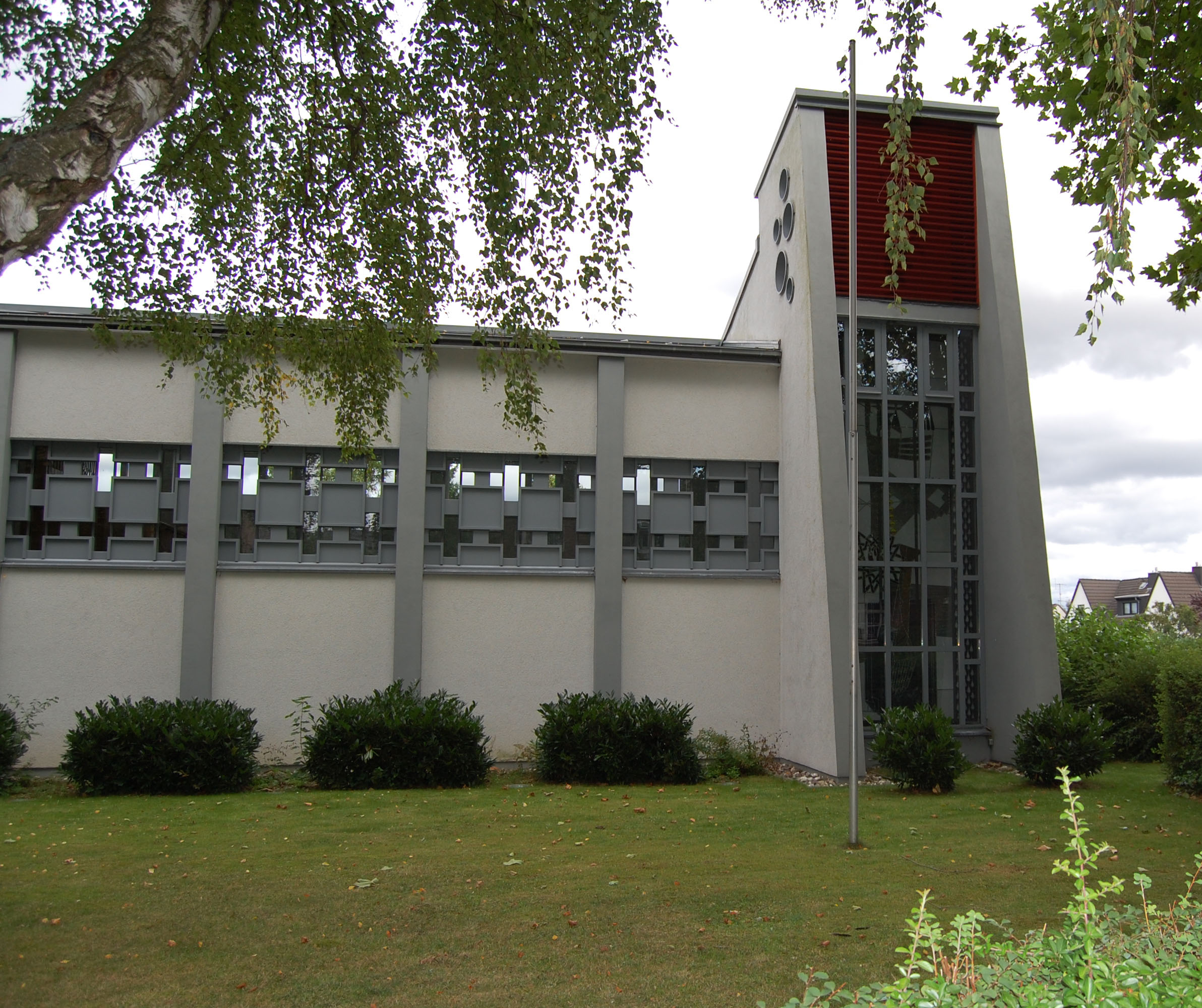
Martin-Luther-Kirche, Gleuel